# Curva di domanda
La curva di domanda indica la relazione esistente fra la quantità richiesta di un dato bene ed il suo prezzo. Essi sono inversamente proporzionali e quindi al diminuire del prezzo la quantità domandata aumenta e viceversa. Solitamente si distingue tra:
- Curva di domanda diretta che identifica, per ogni livello del prezzo, qual è la quantità che i consumatori sono disposti ad acquistare.
- Curva di domanda inversa, che identifica il prezzo corrispondente ad ogni quantità domandata dai consumatori.

Se la curva di domanda diretta è descritta da una funzione invertibile, è sempre possibile ricavare la domanda inversa associata e viceversa.

## Formula
La quantità domandata è funzione del prezzo, e si scrive: 
- {\displaystyle D=f(p)} per la curva di domanda diretta
{\displaystyle p=f(D)} per la curva di domanda inversa

Questa funzione in genere è decrescente per beni ordinari: la quantità domandata aumenta se il prezzo diminuisce.
La curva di domanda quindi mette in luce la relazione decrescente tra la quantità domandata di un bene e il suo prezzo p. Ma la quantità domandata dipende anche dagli altri prezzi e dal reddito.
Un'influenza particolare, in seguito all'aumento del prezzo del bene, viene data da due effetti:
- effetto reddito: l'aumento del prezzo rende il consumatore più povero, facendo in modo che cerchi di ridurre il consumo di quello e di altri beni.
- effetto sostituzione: il consumatore può "sostituire" il bene che è aumentato di prezzo con altri beni simili che abbiano un prezzo minore.

## Fattori che influenzano la domanda
- Reddito disponibile: generalmente quando aumenta il reddito a disposizione aumenta anche la domanda del bene considerato, se il suo prezzo si mantiene stabile; l'eccezione riguarda i beni "inferiori";
- Prezzi dei beni correlati: generalmente la domanda di un bene (burro) cala quando il prezzo di un bene sostituibile (margarina) diminuisce, anche se il prezzo del primo bene resta immutato; inoltre la domanda di un bene (zucchero) aumenterà quando il prezzo di un bene complementare (caffè) diminuisce;
- Variazione dei gusti e delle preferenze: ovviamente un bene che diviene "di moda" vedrà aumentare la sua domanda anche se il prezzo resta invariato.
- Popolazione: l'aumento di popolazione determina un aumento degli acquisti.
- Influenze particolari: per esempio nel settore automobilistico, la disponibilità di mezzi di trasporto, la sicurezza delle automobili, le aspettative di mercato sull'aumento dei prezzi nel breve/lungo periodo.

Se una di queste condizioni varia, la curva di domanda si sposta:
- un aumento di domanda in corrispondenza di ciascun livello di prezzo implica che la curva di domanda si sposta verso destra;
- una diminuzione della domanda in corrispondenza di ciascun livello di prezzo comporta uno spostamento della curva verso sinistra.